# Susan Athey
Susan Carleton Athey (Boston, 29 de noviembre de 1970) es una economista estadounidense. Es profesora de economía de la tecnología en la Stanford Graduate School of Business. Antes de unirse a Stanford, era profesora en la Universidad de Harvard. Es la primera mujer ganadora de la Medalla John Bates Clark.  Actualmente se desempeña como consultora a largo plazo para Microsoft, así como investigadora consultora para Microsoft Research.

## Educación
Athey nació en Boston, Massachusetts, y creció en Rockville, Maryland . 
Athey asistió a la Universidad de Duke desde los 16 años. Como estudiante de Duke, completó tres especialidades, economía, matemáticas y ciencias de la computación. Comenzó su investigación económica durante un trabajo de verano preparando ofertas para una empresa que vendía computadoras personales al gobierno a través de subastas de adquisiciones, trabajando en problemas relacionados con subastas con Bob Marshall, profesor de la Universidad de Duke que trabajó en adquisiciones de defensa y  la ayudó con subastas de compras. Participó en diversas actividades en Duke y fue tesorera de la hermandad Chi Omega y presidenta del club de hockey sobre césped. 
Athey se graduó con un doctorado de la Stanford Graduate School of Business a la edad de 24 años. Su tesis fue supervisada por Paul Milgrom y Donald John Roberts .
Athey está casada con el economista Guido Imbens y tienen tres hijos. 

## Carrera académica
El primer puesto de Athey fue como asistente, profesor asociado en el Instituto de Tecnología de Massachusetts durante seis años, antes de regresar al Departamento de Economía de Stanford como profesor titular Holbrook durante otros cinco años. Luego se desempeñó como profesora de economía en la Universidad de Harvard hasta 2012, cuando regresó a la Stanford Graduate School of Business, su alma mater.  
Nombramientos académicos
- Profesora, Escuela de Negocios de la Universidad de Stanford, 2013-presente
- Catedrática de Economía, Harvard, 2006-2012
- Profesora de Economía en activo de Holbrook, Stanford, 2004-2006
- Profesora asociada de economía, Stanford, 2001-2003
- Castle Krob Career Development Profesora asociado de economía, MIT, 1998-2001
- Profesora asistente de economía, MIT, 1995-1997

## Investigación aplicada de subastas
Las subastas fueron la razón por la que Athey se dedicó a la economía. Ha contribuido en todas las dimensiones a la investigación en subastas. El trabajo teórico de Athey sobre la colusión en juegos repetidos se aplica a las subastas. Además de su teorema de existencia para conjuntos con información privada, y ha realizado un trabajo innovador en la econometría de las subastas.  
También diseñó trabajos que han tenido efectos significativos en los negocios y las políticas públicas. Athey y Jonathan Levin examinaron las subastas ascendentes orales del Servicio Forestal de los Estados Unidos por los derechos de talar madera en los bosques nacionales. Por lo general, un tramo dado contiene varias especies diferentes de árboles que producen madera. El Servicio Forestal publica una estimación de las proporciones de las diversas especies en función de una inspección. Los posibles postores pueden realizar sus inspecciones. Las ofertas son multidimensionales: cantidades a pagar por unidad para cada especie. El ganador se determina agregando la oferta de cada postor utilizando las proporciones estimadas del Servicio Forestal. Sin embargo, la cantidad real que paga el ganador se calcula aplicando el vector de oferta a las cantidades exactas que finalmente se cosechan (el ganador tiene dos años para completar la cosecha). Estas reglas crean un incentivo para un oferente cuya estimación de las proporciones difiere de la del Servicio Forestal para sesgar su oferta, elevando la oferta de precio para las especies que el oferente cree que son menos comunes que el Servicio Forestal. Por el contrario, reducir la oferta de precio para las especies que el oferente cree que son más comunes que el Servicio Forestal. Por ejemplo, supongamos que hay dos especies y el Servicio Forestal estima que están en proporciones iguales, pero un licitador cree que están en dimensiones 3: 2. Luego, las ofertas de ($ 100, $ 100) y ($ 50, $ 150) producen la misma cantidad según las proporciones del Servicio Forestal y, por lo tanto, es igualmente probable que ganen, pero el licitador espera que los pagos del primero y del segundo sean de $ 90 (Roberts, John) .

## Contribuciones de investigación
Las primeras contribuciones de Athey incluyeron una nueva forma de modelar la incertidumbre (el tema de su tesis doctoral) y comprender el comportamiento de los inversores dada la incertidumbre, junto con las ideas sobre el comportamiento de las subastas. La investigación de Athey sobre la toma de decisiones bajo incertidumbre se centró en las condiciones bajo las cuales las políticas de decisión óptimas serían monótonas en un parámetro dado. Ella aplicó sus resultados para establecer las condiciones bajo las cuales los equilibrios de Nash existirían en subastas y otros juegos bayesianos. 
El trabajo de Athey cambió la forma en que se realizan las subastas. A principios de la década de 1990, Athey descubrió las debilidades de un mecanismo de disputa demasiado indulgente a través de las experiencias de venta de computadoras al gobierno de los EE. UU. en subastas, descubriendo que las subastas abiertas resultaban en disputas legales frecuentes seguidas de acuerdos ,en realidad estaban plagadas de colusión, por ejemplo, los ganadores de las subastas compartieron una parte de su botín con perdedores que habían cooperado en la licitación. También ayudó a Columbia Británica en el diseño del sistema de precios utilizado para la madera de propiedad pública. También publicó artículos sobre subastas de publicidad en línea y asesoró a Microsoft sobre el diseño de sus subastas de publicidad de búsquedas.

## Servicio profesional
Athey se ha desempeñado como editora asociada de varias revistas destacadas, incluidas American Economic Review, Review of Economic Studies y RAND Journal of Economics, así como el panel de economía de la National Science Foundation, y también se desempeñó como editora asociada de Econometrica, Theoretical Economics y Quarterly Journal of Economics. Es coeditora de Journal of Economics and Management Strategy y American Economic Journal: Microeconomics. Fue la presidenta del comité del programa para las Reuniones de Invierno de América del Norte de 2006, y ha servido en numerosos comités para la Sociedad Econométrica, la Asociación Económica Americana y el Comité para la Condición de la Mujer en la Profesión Económica. Fue miembro del Comité del Presidente Obama para la Medalla Nacional de la Ciencia .

## Premios y honores
- Beca de la Universidad de Duke Alice Baldwin Memorial, 1990-1991
- Beca Mary Love Collins, Fundación Chi Omega, 1991-1992
- Jaedicke Scholar, Stanford Graduate School of Business, 1992-1993
- Beca de posgrado de la National Science Foundation, 1991-1994
- Premio de disertación de State Farm en negocios, 1994
- Premio de disertación de State Farm (1995)
- Premio de investigación Elaine Bennett (2000) (Este premio se otorga cada dos años a una joven economista que ha realizado contribuciones sobresalientes en cualquier campo. )
- Medalla John Bates Clark  (otorgada por la Asociación Estadounidense de Economía al economista menor de 40 años que haya realizado las mayores contribuciones al pensamiento y al conocimiento) (2007)[5]
- Miembro de la sociedad econométrica (2004)
- Miembro de la Academia Americana de Artes y Ciencias (2008)[11]
- Beca Leiberman de la Universidad de Stanford
- Elegido para la Academia Nacional de Ciencias (2012)
- Título Honorario, Universidad de Duke (2009)[12]
- Conferencia de Fisher-Shultz, Econometric Society (2011)

## Publicaciones
- Athey, Susan; Segal, Ilya (2013). «An Efficient Dynamic Mechanism». Econometrica 81 (6): 2463-2485. doi:10.3982/ECTA6995.
- Athey, Susan; Coey, Dominic; Levin, Jonathan (2011). «Setasides and Subsidies in Timber Auctions». American Economic Journal: Microeconomics 5 (1): 1-27. doi:10.1257/mic.5.1.1.
- Athey, Susan; Ellison, Glenn (2011). «Position Auctions with Consumer Search». Quarterly Journal of Economics 126 (3): 1213-1270. doi:10.1093/qje/qjr028.
- Athey, Susan; Levin, Jonathan; Seira, Enrique (2011). «Comparing Open and Sealed Bid Auctions: Theory and Evidence from Timber Auctions». Quarterly Journal of Economics 126 (1): 207-257. doi:10.1093/qje/qjq001.
- Athey, Susan; Bagwell, Kyle (2008). «Collusion with Persistent Cost Shocks». Econometrica 76 (3): 493-540. doi:10.1111/j.1468-0262.2008.00845.x. Athey, Susan; Bagwell, Kyle (2008). «Collusion with Persistent Cost Shocks». Econometrica 76 (3): 493-540. doi:10.1111/j.1468-0262.2008.00845.x. Athey, Susan; Bagwell, Kyle (2008). «Collusion with Persistent Cost Shocks». Econometrica 76 (3): 493-540. doi:10.1111/j.1468-0262.2008.00845.x. Athey, Susan; Bagwell, Kyle (2008). «Collusion with Persistent Cost Shocks». Econometrica 76 (3): 493-540. doi:10.1111/j.1468-0262.2008.00845.x.  (Aceptado sujeto a revisiones finales)
- Athey, Susan; Miller, David (2007). «Efficiency in Repeated Trade with Hidden Valuations». Theoretical Economics 2 (3): 299-354. doi:10.1007/978-3-540-73746-9.
- Athey, Susan; Imbens, Guido W. (2007). «Discrete Choice Models with Multiple Unobserved Choice Characteristics». International Economic Review 48 (4): 1159-1192. doi:10.1111/j.1468-2354.2007.00458.x.
- Athey, Susan; Imbens, Guido W. (2006). «Identification and Inference in Nonlinear Difference-In-Difference Models». Econometrica 74 (2): 431-498. doi:10.1111/j.1468-0262.2006.00668.x.
- Athey, Susan; Atkeson, Andrew; Kehoe, Patrick J. (2005). «The Optimal Degree of Monetary Policy Discretion». Econometrica 73 (5): 1431-1476. doi:10.1111/j.1468-0262.2005.00626.x.
- Athey, Susan; Bagwell, Kyle; Sanchirico, Chris (2004). «Collusion and Price Rigidity». Review of Economic Studies 71 (2): 317-349. doi:10.1111/0034-6527.00286.
- Athey, Susan; Haile, Philip (2002). «Identification in Standard Auction Models». Econometrica 70 (6): 2107-2140. doi:10.1111/1468-0262.00371.
- Athey, Susan; Stern, Scott (2002). «The Impact of Information Technology on Emergency Health Care Outcomes». RAND Journal of Economics 33 (3): 399-432. PMID 12585298. doi:10.2307/3087465. Archivado desde el original el 27 de septiembre de 2006.
- ——— (2002). «Monotone Comparative Statics Under Uncertainty». Quarterly Journal of Economics 117 (1): 187-223. doi:10.1162/003355302753399481.
- Athey, Susan; Bagwell, Kyle (2001). «Optimal Collusion with Private Information». RAND Journal of Economics 32 (3): 428-465. doi:10.2307/2696363. Archivado desde el original el 26 de junio de 2008.
- ——— (2001). «Single Crossing Properties and the Existence of Pure Strategy Equilibria in Games of Incomplete Information». Econometrica 69 (4): 861-890. doi:10.1111/1468-0262.00223.
- Athey, Susan; Levin, Jonathan (2001). «Information and Competition in U.S. Forest Service Timber Auctions». Journal of Political Economy 109 (2): 375-417. doi:10.1086/319558.
- Athey, Susan; Schmutzler, Armin (2001). «Investment and Market Dominance». RAND Journal of Economics 32 (1): 1-26. doi:10.2307/2696395. Archivado desde el original el 27 de septiembre de 2006.
- Athey, Susan; Avery, Chris; Zemsky, Peter (2000). «Mentoring and Diversity». American Economic Review 90 (4): 765-786. doi:10.1257/aer.90.4.765. (enlace roto disponible en Internet Archive; véase el historial, la primera versión y la última).
- Athey, Susan; Schmutzler, Armin (1995). «Product and Process Flexibility in an Innovative Environment». RAND Journal of Economics 26 (4): 557-574. doi:10.2307/2556006. Archivado desde el original el 27 de septiembre de 2006.